# Lufu-Toto
Pour les articles homonymes, voir Lufu, Toto et Cattier (homonymie).
Lufu-Toto, anciennement Cattier (d'après Félicien Cattier), est une localité de la province du Kongo-Central en République démocratique du Congo (territoire de Mbanza-Ngungu).

## Géographie
Elle est située à 35 km au sud-ouest du chef-lieu territorial Mbanza-Ngungu.

## Société
La localité est le siège de la paroisse catholique Christ-Roi de Lufu-Toto, fondée en 1933, elle dépend de la doyenné de Kimpese du diocèse de Matadi.

## Économie
Elle est une gare secondaire sur la ligne de chemin de fer Matadi-Kinshasa, abritant des entrepôts de l'ONATRA.

## Personnalité
- Ray Lema (1946-), pianiste congolais.